# Kadidiatou Diani
Kadidiatou Diani (Ivry-sur-Seine, Isla de Francia, Francia; 1 de abril de 1995) es una futbolista francesa. Juega de delantera y su equipo actual es el Olympique de Lyon de la Division 1 Féminine de Francia. Es internacional absoluta con la selección de Francia desde 2014.

## Selección nacional
Diani ha jugado por Francia en categorías juveniles, incluyendo la Copa Mundial Femenina sub-17 de 2012, donde anotó cuatro goles y ayudó a su equipo a ganar ese torneo. Además jugó la Copa Mundial Femenina sub-20 de 2014, donde Francia obtuvo el tercer lugar.
Fue citada para ser parte del plantel que jugará la Copa Mundial Femenina de 2019.

## Clubes
| Club                | País    | Año             |
| ------------------- | ------- | --------------- |
| FCF Juvisy          | Francia | 2010 - 2017     |
| Paris Saint-Germain | Francia | 2017 - 2023     |
| Olympique de Lyon   | Francia | 2023 - presente |

## Palmarés

### Títulos nacionales
| Título              | Club                | País    | Año     |
| ------------------- | ------------------- | ------- | ------- |
| Copa de Francia     | París Saint-Germain | Francia | 2017-18 |
| Division 1 Féminine | París Saint-Germain | Francia | 2020-21 |
| Copa de Francia     | París Saint-Germain | Francia | 2021-22 |

### Títulos internacionales
| Título                    | Equipo  | Sede       | Año  |
| ------------------------- | ------- | ---------- | ---- |
| Copa Mundial Sub-17       | Francia | Azerbaiyán | 2012 |
| Campeonato Europeo Sub-19 | Francia | Gales      | 2013 |

(*) Incluyendo la Selección